# Wasiłowci (obwód Montana)
Wasiłowci (bułg. Василовци) – wieś w Bułgarii, w obwodzie Montana, w gminie Brusarci. Według danych szacunkowych Ujednoliconego Systemu Ewidencji Ludności oraz Usług Administracyjnych dla Ludności, 15 września 2023 roku miejscowość liczyła 1092 mieszkańców.